# Zabłoć (gmina)
Zabłoć – dawna gmina wiejska istniejąca do 1939 roku w województwie nowogródzkim w Polsce (obecnie na Białorusi). Siedzibą gminy było miasteczko Zabłoć (258 mieszk. w 1921 roku).
W okresie międzywojennym gmina Zabłoć należała do powiatu lidzkiego w woj. nowogródzkim. 11 kwietnia 1929 roku do gminy Zabłoć przyłączono część obszaru gminy Sobakińce, natomiast część obszaru gminy Zabłoć włączono do gminy Wawiórka. 
Po wojnie obszar gminy Zabłoć został odłączony od Polski i włączony do Białoruskiej SRR. 
Zobacz też: gmina Zabłocie.